# Palana (obwód homelski)
Palana (biał. Паляна; ros. Поляна, Polana) – osiedle na Białorusi, w obwodzie homelskim, w rejonie homelskim, w sielsowiecie Czonki, nad Sożą.